# NGC 46
NGC 46 (TYC 8-572-1) — звезда в созвездии Рыбы. Этот объект входит в число перечисленных в оригинальной редакции «Нового общего каталога».

## Характеристики
NGC 46 — звезда 11,68 видимой звёздной величины; она не видна невооружённым глазом. На небе её можно наблюдать в центральной части созвездия Рыб, между δ Рыб и ω Рыб. Она была открыта ирландским астрономом Эдуардом Джошуа Купером 22 октября 1852 года. Вначале он ошибочно её определил как туманность, однако дальнейшие наблюдения показали её звёздную природу.